# 消防工程
消防工程，也称为消防安全工程或防火工程（英語：Fire protection engineering），是保护人类生命財產及环境免受火和烟破坏的應用科学与工程。消防工程包括對於火灾的监测與压制削弱，和規劃能確保安全疏散的活動空間的安全工程。

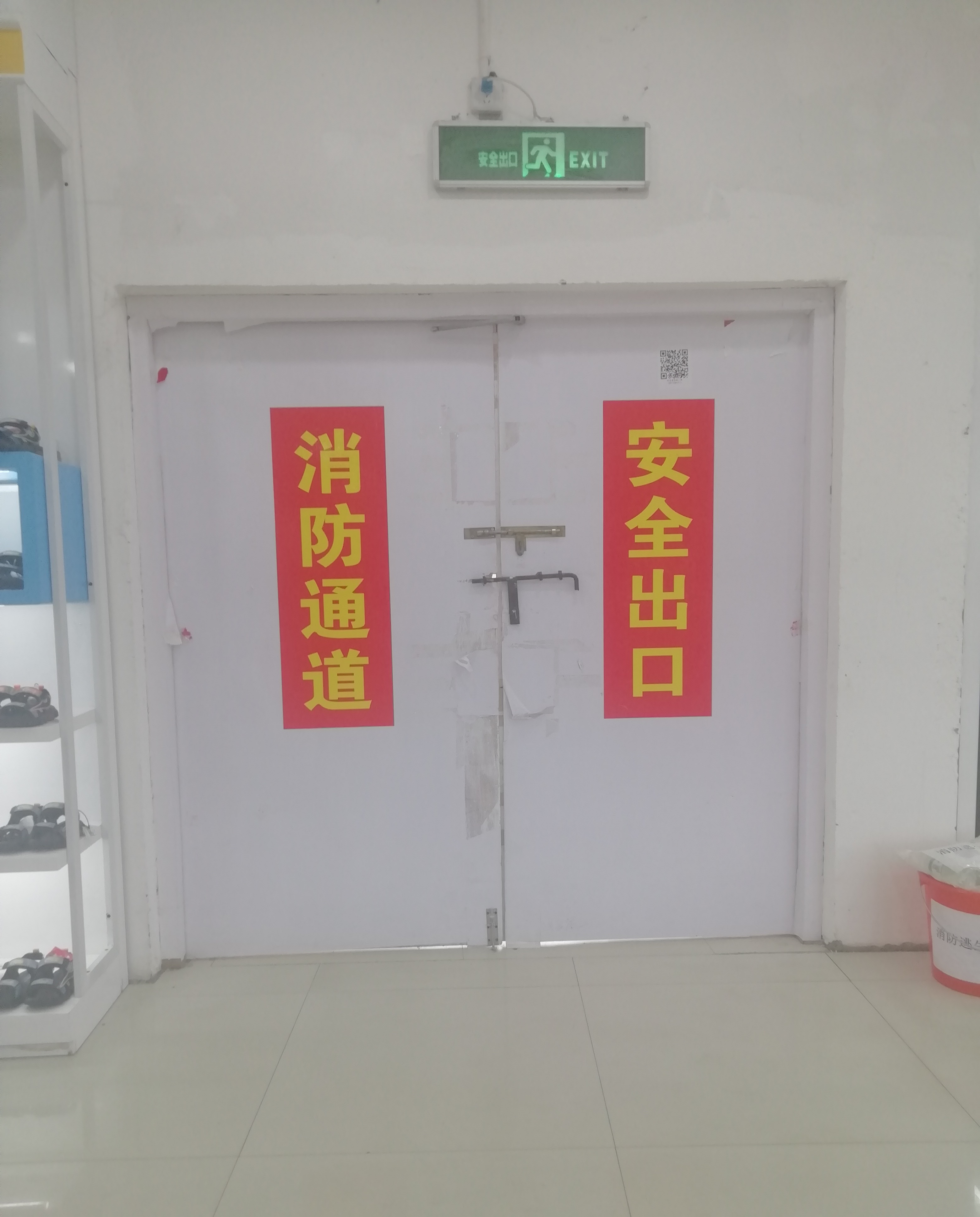
消防通道照片

## 消防工程學科内容
消防工程学科屬於土木及建築學群，教學目的為培養建築消防設施之裝置與檢修人才，學術課程內容涵蓋土木、建築、消防、機械、電機專業等。
范围包括但不限于：
- 主动消防：自动灭火系统和火灾报警。
- 被动消防：火和烟的障碍、空间分离
- 烟雾的控制和管理
- 逃生设施、紧急出口、消防电梯等。
- 建筑设计、布局和空间规划
- 火灾预防方案
- 火灾动力学和火灾模拟
- 火灾中人的行为
- 风险分析，包括经济因素
- 山火管理

## 臺灣的消防工程學相關職業
目前消防工程職業包含消防設備師及消防設備士，兩者皆需通過相關執照認證，但差異在於專業度和消防工程相關知識了解程度。
在職業考試中，消防設備師需考六科，消防設備士需考四科，雖應考科目數有差異，但學術方向一致，只是後者將｢水系統消防安全設備」與「化學系統消防安全設備亅、「警報系統消防安全設備」與「避難系統消防安全設備」兩兩放在一起考，且消防設備士所考內容皆為概要。